# La Fille qu'on appelle
La Fille qu'on appelle est un roman de Tanguy Viel paru le 2 septembre 2021 aux éditions de Minuit.

## Historique
Le 7 septembre 2021, La Fille qu'on appelle est inclus dans la première sélection du prix Goncourt avec quinze autres romans. Il fait également partie des cinq romans en lice pour le prix du roman des étudiants France Culture-Télérama.

## Résumé
Laura Le Corre dépose une plainte au commissariat pour l'emprise qu'exerce sur elle, depuis quelques semaines, le maire d'une petite ville de la côte bretonne, Quentin Le Bars, nouvellement nommé ministre des Affaires maritimes. Celle-ci, vingt ans, sans ressources ni formation, revient dans sa ville natale, après quelques années, où son père, Max Le Corre, est le chauffeur de l'édile municipal. Ancien boxeur et ex-champion de France 2002 des mi-lourds, Max Le Corre a fait un retour après dix ans loin des rings et a demandé à son employeur de recevoir sa fille, en quête d'un logement. Habilement, Le Bars lui fait comprendre que c'est possible, oui, mais pas sans contrepartie et faveurs sexuelles, pour cette ancienne mannequin de lingerie qui s'est affichée sur tous les panneaux publicitaires de France deux ans auparavant.
Sous emprise, Laura a accepté, ainsi que le rôle d'hôtesse dans le casino de la ville tenu par Franck Bellec, un intime du maire et l'ancien manager de Max Le Corre du temps de sa splendeur. L'emploi et le logement associé au-dessus du casino, mettent la jeune femme à la disposition de Le Bars qui passe régulièrement assouvir ses pulsions sexuelles entre deux rendez-vous à la mairie, sans la moindre attention pour Laura. La jeune femme ne s'est pas rebellée. Son père n'est pas au courant, obnubilé par le grand combat à venir de son retour. À la veille de celui-ci, informé par une ex-compagne Hélène, il enregistre la nouvelle, mais, forclos dans une forme de déni, ne sait réagir autrement qu'en perdant lourdement son combat sous les yeux de sa fille, du maire et du directeur du casino, par une forme d'expiation plus ou moins consciente de son inaction. Gravement blessé, il ne remontera plus sur un ring — pire il devient aussi incapable d'assurer son emploi de chauffeur.
Face à la situation, Laura espère une nouvelle faveur du maire, désormais ministre, pour trouver un emploi pour son père. Elle décide de le relancer et à l'occasion d'une visite à Paris lui demande d'aider Max. Le traitement humiliant que celui-ci lui réserve, lui donne la force d'aller déposer plainte à la police. Une enquête préliminaire est ouverte par le procureur pour « trafic d'influence », les faits de nature sexuelle n'étant pas suffisamment étayés en raison du consentement par défaut et des bénéfices reçus par Laura. L'affaire éclate cependant dans la presse et Quentin Le Bars demande à Franck Bellec de discréditer la jeune femme en faisant ressortir les vieux dossiers de Laura Le Corre, du temps où, à seize ans, elle posait nue pour des magazines masculins. Ainsi, certes, Le Bars sera le « salopard », mais Laura Le Corre endossera le rôle de la « pute ».
Franck Bellec s'exécute et le ministre réussit son opération de communication. Sauf que Max Le Corre finit aussi par tomber sur les articles de presse concernant sa fille. Réendossant son rôle de père et de boxeur, il confronte physiquement Le Bars à l'occasion d'une réunion publique, qu'il laisse étendu avec un nez cassé. Il est condamné à deux ans de prison ferme pour coups et blessures sur personne dépositaire de l'autorité publique, tandis que la plainte de Laura Le Corre est classée sans suite.

## Réception critique
Le roman est particulièrement bien accueilli par une partie de la critique littéraire en France lors de sa parution,,,, notamment par Sylvie Tanette dans Les Inrocks pour qui Tanguy Viel « explore les questions d’emprise dans un texte virtuose, tendu comme un polar » ou Nathalie Crom dans Télérama qui fait la même analyse sur l'extrême « virtuosité » de l'auteur quant à sa description des « mécanismes de la domination masculine et de l’emprise sociale », attribuant au roman sa note maximale de TTT. Le Figaro rejoint l'avis général sur les mécanismes de l'emprise décortiqués dans le roman, mais met surtout en avant « [s]a force principale » qu'est le style de Tanguy Viel – distinguant ainsi selon le critique « la marque d’un grand écrivain » – à travers un « récit [qui] tient par une écriture ciselée, ensorcelante, [mais] aussi un décor ». Le roman est inclus dans la liste commune L'Obs–France Culture des dix romans de la rentrée littéraire 2021. Ce choix est également celui d'Anna Cabana dans Le Journal du Dimanche.
Les avis des critiques du Masque et la Plume sont en revanche très partagés : Olivia de Lamberterie a apprécié ce livre « formidable » sur l'emprise et « l'anéantissement de la volonté » décrits de « manière spectaculairement intelligente » ainsi que Jean-Claude Raspiengeas qui souligne « la légèreté du style, la finesse du propos, le rythme délicat que Tanguy Viel impose à ses phrases » tandis que Frédéric Beigbeder et Arnaud Viviant ont « détesté le livre » le premier considérant qu'il s'agit du « roman le plus prévisible de l'année et le plus politiquement correct » et que le second y voit « un petit polar chabrolien totalement surécrit »,.
À l'étranger, le critique de La Libre Belgique rappelle que l'essentiel de l'œuvre de Tanguy Viel traite des rapports de force et de domination dans la société et voit dans ce « magnifique roman [... une] analyse [de] l’emprise sexuelle des puissants sur leurs victimes ».

## Inspiration
L'histoire est librement inspirée de l'Affaire Darmanin

## Adaptation
Le roman a été adapté par Charlène Favier dans le téléfilm homonyme réalisé pour Arte en 2023 avec Alba Gaia Bellugi et Pascal Greggory dans les rôles principaux. La transposition du roman est faite dans une ville de la Méditerranée.

## Éditions et traduction
- Les Éditions de Minuit, 2021  (ISBN 978-270-734732-9), 176 p.[17]
- (nl) Een meisje dat je belt, trad. Katrien Vandenberghe, Uitgeverij Vleugels, 2022  (ISBN 978-94-93186-76-7), 136 p.[18]